# Герман IX (маркграф Бадена)
Герман IX Баден-Эберштайнский (нем. Hermann IX. von Baden zu Eberstein, ум. 1353) — маркграф Бадена и сеньор Эберштайна в период с 1333 по 1353 годы.
Герман IX был старшим сыном маркграфа Фридриха II и его первой жены Агнес фон Вайнсберг, и вступил в права наследования в 1333 году после смерти отца.
О его правлении известно мало: в частности, в 1334 году он передал замок Ибург (нем. Burg Yburg) своему дяде Рудольфу IV Баден-Пфорцхаймскому; при этом после смерти последнего император Карл IV в 1350 году вновь пожаловал Ибург Герману IX. В том же 1350 году он выкупил у монастыря Херренальб деревню Мёрш (в настоящее время район города Райнштеттен), проданную в 1306 году Рудольфом IV.
Скончавшийся в 1353 году, Герман Баден-Эберштайнский был похоронен в фамильной усыпальнице баденских маркграфов в монастыре Лихтенталь в современном Баден-Бадене.

### Семья
Герман IX был с 1341 года женат на Матильде фон Файинген (нем. Mathilde von Vaihingen), с которой у него был сын Фридрих IV, скончавшийся в детском возрасте, что привело к пресечению баден-эберштайнской линии. Её владения унаследовал двоюродный племянник Германа IX Рудольф Баден-Пфорцхаймский.